# Greaves Peak
Der Greaves Peak (in Argentinien Pico Negro ‚Schwarzer Gipfel‘, in Chile Monte Negro ‚Schwarzer Berg‘) ist ein dunkler, 240 m hoher und spitzer Berg mit Doppelgipfel nahe dem nordwestlichen Ende von Greenwich Island im Archipel der Südlichen Shetlandinseln.
Wissenschaftler der britischen Discovery Investigations kartierten den Berg zwischen 1934 und 1935 und gaben ihm den deskriptiven Namen Black Peak (englisch für Schwarze Spitze). Um Verwechslungen mit gleichnamigen anderen Objekten zu vermeiden, entschied sich das UK Antarctic Place-Names Committee im Jahr 1961 zu einer Neubenennung. Neuer Namensgeber ist Alexander Benjamin Greaves, Kapitän des britischen Robbenfängers Brusso, der zwischen 1821 und 1822 in den Gewässern um die Südlichen Shetlandinseln operierte.